# Carrhotus bellus
Carrhotus bellus е вид паяк от семейство Скачащи паяци (Salticidae). Видът е уязвим и сериозно застрашен от изчезване.

## Разпространение и местообитание
Разпространен е в Сейшели.
Обитава гористи местности, крайбрежия и плажове.